# ماغدا بوشكوفيتش
ماغدا بوشكوفيتش (بالكرواتية: Magda Bošković)‏ هي ثورية كرواتية، ولدت في 3 نوفمبر 1914 في أوسييك في كرواتيا، وتوفيت في 1942 في Stara Gradiška concentration camp ‏ في كرواتيا.